# Rio Cajari (flodgren)
Rio Cajari är en flodgren i Brasilien.   Den ligger i delstaten Pará, i den norra delen av landet, 1 800 km norr om huvudstaden Brasília.
Trakten runt Rio Cajari består huvudsakligen av våtmarker. Runt Rio Cajari är det mycket glesbefolkat, med 4 invånare per kvadratkilometer.